# Krakauer Psalter

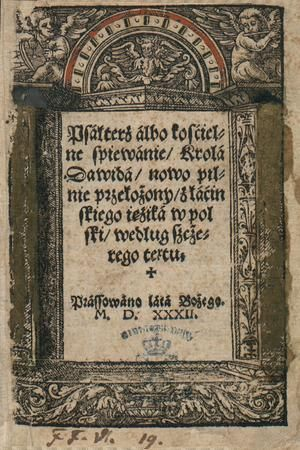
Druckversion von 1532

Der Krakauer Psalter (polnisch Psałterz krakowski) entstand zwischen 1470 und 1480 als Handschrift eines unbekannten Übersetzers. Es handelt sich um den drittältesten Psalter in altpolnischer Sprache, nach dem Florianer Psalter und dem Puławy-Psalter.

## Geschichte
Die Handschrift aus dem 15. Jahrhundert ist nicht erhalten. Der Psalter wurde jedoch als erster polnischer Psalter im 16. Jahrhundert im Druck aufgelegt. Erhalten sind jeweils zwei Drucke der Ausgaben von 1532 und 1534 von dem Krakauer Buchdrucker Hieronymus Vietor. Ein Druck der ersten Ausgabe befindet sich in Jagiellonen Bibliothek in Krakau und der zweite bei der Wissenschaftsgesellschaft in Thorn. Ein Druck der zweiten Ausgabe befindet sich bei der Polnischen Akademie der Gelehrsamkeit in Krakau und der zweite im Ossolineum in Breslau.